# Romania ai Giochi della XXXI Olimpiade

La Romania ha partecipato ai Giochi della XXXI Olimpiade, che si sono svolti a Rio de Janeiro, Brasile, dal 5 al 21 agosto 2016.

## Medaglie

### Medagliere per disciplina
| Sport   | Oro | Argento | Bronzo | Totale |
| ------- | --- | ------- | ------ | ------ |
| Scherma | 1   | 0       | 0      | 1      |
| Totale  | 1   | 0       | 0      | 1      |

### Medaglie di bronzo
| Medaglia | Nome                                                        | Sport   | Evento                    |
| -------- | ----------------------------------------------------------- | ------- | ------------------------- |
| Oro      | Ana Maria Brânză, Loredana Dinu, Simona Gherman, Simona Pop | Scherma | Spada a squadre femminile |

## Atletica leggera
La Romania ha qualificato a Rio i seguenti atleti:
- Salto in alto maschile - 1 atleta (Mihai Donisan)
- Salto triplo maschile - 1 atleta (Marian Oprea)
- Marcia 50 km maschile - 1 atleta (Marius Cocioran)
- Maratona maschile - 1 atleta (Marius Ionescu)
- Getto del peso maschile - 1 atleta (Andrei Gag)
- 400 m femminile - 1 atleta (Bianca Razor)
- Marcia 20 km femminile - 1 atleta (Mihaela Stef)
- Salto in lungo femminile - 1 atleta (Alina Rotaru)

## Nuoto
La Romania ha qualificato a Rio i seguenti atleti:
| Gara        | Atleta        | Tempo |
| ----------- | ------------- | ----- |
| 100 m dorso | Robert Glință | 54.30 |

## Boxe
- Pesi supermassimi - 1 atleta (Mihai Nistor)

## Canoa/Kayak
La Romania ha qualificato a Rio 6 atleti.
| Gara                | Atleti                                                    |
| ------------------- | --------------------------------------------------------- |
| K-4 maschile 1000 m | Neagu Traian Turceag Catalin Burciu Daniel Gavrila Petrus |
| K-2 femminile 500 m | Borha Roxana Meroniac Elena                               |

## Canottaggio
La Romania ha qualificato a Rio i seguenti atleti:
| Gara          | Maschi | Femmine |
| ------------- | ------ | ------- |
| Quattro senza | x      |         |
| Due senza     | x      | x       |
| Totale        | 6      | 2       |